# Libertas ecclesiae
 (février 2023).
Si vous disposez d'ouvrages ou d'articles de référence ou si vous connaissez des sites web de qualité traitant du thème abordé ici, merci de compléter l'article en donnant les références utiles à sa vérifiabilité et en les liant à la section « Notes et références ».
La libertas ecclesiae (« liberté de l'Église » en latin) est la notion d'émancipation de l'autorité ecclésiastique par rapport au pouvoir temporel, qui guide le mouvement de réforme entamé au XIe siècle. Elle signifie que l'Église doit vivre selon ses propres règles. Libertas ecclesiae est aussi une bulle papale émise par Grégoire VII en 1079.